# Президентские выборы в Сенегале (2000)
Президентские выборы в Сенегале прошли 27 февраля (1-й тур) и 19 марта (2-й тур) 2000 года. Хотя кандидат от Социалистической партии президент Абду Диуф набрал больше голосов в 1-м туре, во 2-м туре одержал победу представитель Демократической партии Абдулай Вад. Впервые в истории Сенегала Социалистическая партия и предшественники партии потеряли власть. Явка составила 62,2 % в 1-м туре и 60,8 % — во 2-м.

## Результаты
| Кандидат                                                                                  | Партия                                      | 1-й тур   | 1-й тур | 2-й тур   | 2-й тур |
| Кандидат                                                                                  | Партия                                      | Голоса    | %       | Голоса    | %       |
| ----------------------------------------------------------------------------------------- | ------------------------------------------- | --------- | ------- | --------- | ------- |
| Абдулай Вад                                                                               | Сенегальская демократическая партия         | 690 917   | 41,30   | 687 969   | 41,51   |
| Абду Диуф                                                                                 | Социалистическая партия Сенегала            | 518 740   | 31,01   | 969 332   | 58,49   |
| Мустафа Ниасс                                                                             | Альянс сил прогресса                        | 280 538   | 16,77   |           |         |
| Джибо Леити Ка                                                                            | Союз демократического обновления            | 118 484   | 7,08    |           |         |
| Иба Дер Тиам                                                                              | Конвенция демократов и патриотов            | 20 164    | 1,21    |           |         |
| Уссейну Фалл                                                                              | PRS                                         | 18 604    | 1,11    |           |         |
| Шейх Абдулай Диеи                                                                         | Фронт за социализм и демократию/Benno Jubël | 16 211    | 0,97    |           |         |
| Мадемба Сок                                                                               | Объединение африканских рабочих—Сенегал     | 9326      | 0,56    |           |         |
| Недействительных/пустых бюллетеней                                                        | Недействительных/пустых бюллетеней          | 23 400    | -       | 10 474    | -       |
| Всего                                                                                     | Всего                                       | 1 696 384 | 100     | 1 667 775 | 100     |
| Источник: African Elections Database Архивная копия от 31 августа 2018 на Wayback Machine |                                             |           |         |           |         |